# Llista de reis de Burundi

Escut del regne de Burundi

Aquesta pàgina conté dues versions de la llista de reis de Burundi, la versió tradicional i la genealogia moderna. Els noms dels reis de Burundi seguien un cicle: Ntare (que significa 'lleó'), Mwezi (que significa 'lluna'), Mutaga i Mwambutsa. Tradicionalment, es creia que hi havia hagut quatre cicles complets, però la genealogia moderna indica que només va haver dues, començant amb Ntare III Rushatsi. En el segle xvi, Burundi era un regne caracteritzat per l'autoritat política jerarquitzada i l'intercanvi econòmic tributari. El rei (mwami) encapçalava l'aristocràcia (gwana), que posseïa la major part de la terra, governant als seus súbdits i exigint-los tributs i taxes als camperols i pastors que vivien en la selva. La monarquia Tutsi va governar el país durant segles, però es va convertir en una mica cerimonial després de la colonització per part d'Alemanya en 1899. Els reis van continuar al llarg del període colonial, però els últims van ser deposats per cops d'estat. Burundi va deixar de ser una monarquia quan el rei Ntare V Ndizeye va ser deposat pel primer ministre Capità Michel Micombero, que abolí la monarquia i va proclamar la república el 1966.

## Reis de Burundi
Llista tradicional dels reis de Burundi. Les dates anteriors a 1900 són aproximades
- Ntare I Kivimira Savuyimba Semunganzashamba Rushatsi Kambarantama: c.1530–c.1550
- Mwezi I: c.1550–c.1580
- Mutaga I: c.1580–c.1600
- Mwambutsa I: c.1600–c.1620
- Ntare II: c.1620–c.1650
- Mwezi II: c.1650–c.1680
- Mutaga II: c.1680–c.1700
- Mwambutsa II: c.1700–c.1720
- Ntare III: c.1720–c.1750
- Mwezi III Ndagushimiye: c.1750–c.1780
- Mutaga III Senyamwiza Mutamo: c.1780–c.1800
- Mwambutsa III Mbariza: c.1800–c.1830
- Ntare IV Rutaganzwa Rugamba: c.1830–c.1850
- Mwezi IV Gisabo Bikata-Bijogu: c.1850–1908
- Mutaga IV Mbikije: c.1908–1915
- Mwambutsa IV Bangiricenge: 1915–1966
- Ntare V Ndizeye: 1966–[1972]

## Reis de Burundi, 1680-1966
Aquesta és la genealogia moderna:
- Ntare III Rushatsi: c.1680–c.1709
- Mwezi III Ndagushimiye: c.1709–c.1739
- Mutaga III Senyamwiza Mutamo: c.1739–c.1767
- Mwambutsa III Syarushambo Butama: c.1767–c.1796 (también llamado Mwambutsa III Mbariza)
- Ntare IV Rutaganzwa Rugamba: c.1796–c.1850
- Mwezi IV Gisabo: c.1850–21 d'agost de 1908
- Mutaga IV Mbikije: 1908-30 de novembre de 1915
- Mwambutsa IV Bangiriceng: 16 de desembre de 1915-8 de juliol de 1966
- Ntare V Ndizeye: 1 de setembre-28 de novembre de 1966